# Helstrup Kirke
Helstrup Kirke ligger i Helstrup Sogn i det tidligere Middelsom Herred, Viborg Amt, nu Randers Kommune. Kor og skib er opført i romansk tid af granitkvadre over skråkantsokkel. Norddøren er stadig i brug med rundstavkantede karmsten og retkantet overligger. Syddøren er forsvundet ved omsætning af murværket. Enkelte romanske vinduer ses i murværket. Mod vest er tilføjet et tårn i sengotisk tid, overdelen blev nedrevet i 1700-tallet. Våbenhuset er fra 1873-75, da en større omsætning af murværket blev foretaget.
Kor og skib har fladt bjælkeloft, korbuen er ombygget og udvidet. Altertavlen med maleri er fra midten af 1800-tallet. Prædikestolen er fra 1609.
Den romanske døbefont af granit har løver på kummen og vegetativ udsmykning på den firkantede fod.

## Eksterne kilder og henvisninger
- Wikimedia Commons har flere filer relateret til Helstrup Kirke
- Helstrup Kirke Arkiveret 31. januar 2011 hos  Wayback Machine hos nordenskirker.dk
- Helstrup Kirke hos KortTilKirken.dk